# Ulice i place w Miastku
Na przestrzeni lat nazwy ulic w Miastku ulegały zmianom. Większość obecnych nazw została nadana tuż po II wojnie światowej.
| Nazwa pierwotna (niemiecka)                                                                             | Nazwy przejściowe                                                             | Nazwa obecna                 |
| --- | ----------------------------------------------------------------------------- | ---------------------------- |
| Bahnhofstraße (odcinek od obecnego skrzyżowania z ul. Koszalińską do kościoła NMP Wspomożenia Wiernych) | Adolf-Hitler-Straße (1933-1945), Armii Czerwonej (1945-1990)                  | Armii Krajowej               |
| - | -                                                                             | Bogusława X                  |
| Gartenstraße                                                                                            | -                                                                             | Bolesława Chrobrego          |
| - | -                                                                             | Fryderyka Chopina            |
| - | -                                                                             | Cisowa                       |
| Zimmerstraße                                                                                            | Ciesielska                                                                    | nie istnieje                 |
| - | -                                                                             | Czereśniowa                  |
| Lange Straße                                                                                            | -                                                                             | Długa                        |
| Stadtrandsiedlung                                                                                       | Bolesława Bieruta                                                             | Domowa                       |
| Bahnhofstraße (odcinek od obecnego skrzyżowania z ul. Koszalińską do dworca PKP)                        | gen. Włodzimierza Romanowskiego (do 1990)                                     | Dworcowa                     |
| Klattstraße                                                                                             | -                                                                             | Fabryczna                    |
| - | -                                                                             | Gawędy                       |
| - | -                                                                             | Gościnna                     |
| - | -                                                                             | Górna                        |
| Blücherstraße                                                                                           | -                                                                             | Grunwaldzka                  |
| - | -                                                                             | Harcerska                    |
| Marktplatz; Otto-von-Bismarck-Platz                                                                     | -                                                                             | Pl. Jana Pawła II            |
| Große Kirchenstraße                                                                                     | -                                                                             | Królowej Jadwigi             |
| - | -                                                                             | Jaśminowa                    |
| Siedlung Loddermoor                                                                                     | -                                                                             | Jeziorna                     |
| - | -                                                                             | Jodłowa                      |
| Volzer Chausse                                                                                          | -                                                                             | Kaszubska                    |
| Berliner Straße                                                                                         | Hermann-Göring-Strasse (1933-1945)                                            | Kazimierza Wielkiego         |
| - | -                                                                             | Klonowa                      |
| Eisenbahnstraße                                                                                         | -                                                                             | Kolejowa                     |
| Kösliner Straße                                                                                         | -                                                                             | Koszalińska                  |
| - | -                                                                             | Marii Konopnickiej           |
| Bauplatz                                                                                                | Plac Marii Konopnickiej                                                       | nazwa nieużywana             |
| Marktstraße                                                                                             | Targowa, 3 Marca                                                              | Konstytucji 3 Maja           |
| Breite Straße                                                                                           | -                                                                             | Kowalska                     |
| - | -                                                                             | Krótka                       |
| Hammercher Weg                                                                                          | -                                                                             | Kujawska                     |
| - | -                                                                             | Kwiatowa                     |
| - | -                                                                             | Leśna                        |
| - | -                                                                             | Lipowa                       |
| Wiesenstraße                                                                                            | -                                                                             | Łąkowa                       |
| Saarstraße                                                                                              | gen. Karola Świerczewskiego                                                   | gen. Stanisława Maczka       |
| Kiebackstraße                                                                                           | -                                                                             | Małopolska                   |
| Friedhof                                                                                                | -                                                                             | marsz. Józefa Piłsudskiego   |
| Zilmer Straße                                                                                           | -                                                                             | Adama Mickiewicza            |
| Judenberg                                                                                               | -                                                                             | Młodzieżowa                  |
| - | -                                                                             | Morelowa                     |
| Mühlenstraße                                                                                            | Młyńska                                                                       | nie istnieje                 |
| - | -                                                                             | Osiedle Ceglane              |
| - | Osiedle 40-lecia PRL                                                          | Osiedle Niepodległości       |
| Am Distelkamp                                                                                           | -                                                                             | Ogrodowa                     |
| Am Dornbusch                                                                                            | -                                                                             | Pałucka                      |
| Schlageterplatz                                                                                         | -                                                                             | bez nazwy - park miejski     |
| Georgenbergstraße                                                                                       | Skórników                                                                     | Piastowska                   |
| Mallonstraße                                                                                            | -                                                                             | Podhalańska                  |
| Reichsstraße                                                                                            | -                                                                             | Podlaska                     |
| Feldstraße                                                                                              | -                                                                             | Polna                        |
| Bergstraße                                                                                              | -                                                                             | Pomorska                     |
| - | -                                                                             | Przyjaciół                   |
| - | -                                                                             | Przytulna                    |
| - | -                                                                             | Rodzinna                     |
| Plonenberg                                                                                              | -                                                                             | Rybacka                      |
| - | -                                                                             | Sadowa                       |
| - | -                                                                             | Sąsiedzka                    |
| - | -                                                                             | Skautów                      |
| Hindenburgstraße                                                                                        | -                                                                             | gen. Władysława Sikorskiego  |
| - | -                                                                             | Słoneczna                    |
| Kleine Kirchenstraße                                                                                    | Wasserstraße (część obecnej ulicy w kierunku rzeki - do 1945)                 | Juliusza Słowackiego         |
| Stadtrandsiedlung                                                                                       | -                                                                             | Słupska                      |
| - | -                                                                             | Sosnowa                      |
| Stolper Straße                                                                                          | -                                                                             | Sportowa                     |
| Kafelgartenstraße                                                                                       | -                                                                             | Stolarska                    |
| - | -                                                                             | Szkolna                      |
| Schuhstraße                                                                                             | -                                                                             | Szewska                      |
| - | -                                                                             | Śląska                       |
| - | -                                                                             | Świerkowa                    |
| - | -                                                                             | Wiązowa                      |
| Wallstraße                                                                                              | -                                                                             | Wielkopolska                 |
| Volzer Straße                                                                                           | -                                                                             | Wieżowa                      |
| - | Słoneczna (odcinek od skrzyżowania z ul. Bogusława X w stronę rzeki Studnicy) | ks. gen. Bernarda Wituckiego |
| Lindenstraße                                                                                            | -                                                                             | gen. Józefa Wybickiego       |
| Lohmühlenweg                                                                                            | -                                                                             | Zielona                      |